# لورا بويتراس
لورا بويتراس (بالإنجليزية: Laura Poitras)‏ (2 فبراير 1964 -)، مخرجة أميركية ومنتجة أفلام وثائقية. تعيش في مدينة نيويورك.
تلقت بويتراس العديد من الجوائز لعملها، بما في ذلك جائزة الأوسكار لعام 2015 لأفضل فيلم وثائقي عن فيلم المواطن الرابع، عن إدوارد سنودن،  وترشحت لنفس الجائزة عن فيلمها موطني موطني عام 2007. وفازت بجائزة جورج بولك لعام 2013 عن فيلم «تقارير الأمن القومي» الذي يحكي قضية كشف التنصت العالمي. حصل «تقارير الأمن القومي» الذي كتبته بويتراس وغلين غرينوالد وإوين ماكاسكيل وبارتون غيلمان على جائزة بوليتزر للخدمة العامة لعام 2014 الممنوحة بشكل مشترك من الغارديان وواشنطن بوست.

## أعمالها
- الخيال الدقيق (1995)
- أعلام الحرب (2003)
- قل هل يمكنك أن ترى.. (2003)
- موطني موطني (2006)
- القسم (2010)
- المواطن الرابع (2014)
- مخاطرة (2016)

## روابط خارجية
- لورا بويتراس على موقع IMDb (الإنجليزية)
- لورا بويتراس على موقع مونزينجر (الألمانية)
- لورا بويتراس على موقع ألو سيني (الفرنسية)
- لورا بويتراس على موقع أول موفي (الإنجليزية)
- لورا بويتراس على موقع قاعدة بيانات الفيلم (الإنجليزية)
- لورا بويتراس على موقع كينوبويسك (الروسية)